# Nils H Asheim
Nils H Asheim   (Oslo, 20 de gener de 1960) és un compositor i organista noruec que viu a Stavanger.

## Biografia
Asheim es va educar a l'Acadèmia Noruega de Música i al Conservatori Sweelinck d'Amsterdam. La seva producció inclou música de cambra, obres orquestrals, música d'església, teatre musical i música per ordinador. Hans Lillehammer -94 fanfàrria s'ha publicat en disc amb Gardemusikken. Ha guanyat el premi Spellemann en dues ocasions: el premi Spellemann 2005 en la categoria de música contemporània el 19 de març de 2004, la catedral d'Oslo i el premi Spellemann 2010 en la categoria de compositor contemporani de l'any per Mazurka – Remaking Chopin. Va ser nominat per a la "Spellemannprisen 2003" a la classe oberta per la cançó Kom regn juntament amb Anne-Lise Berntsen. Per l'obra Chase, va rebre el premi Edvard 2002 en la categoria de música contemporània i el 2011 va rebre el premi Lindeman.
L'estil musical d'Asheim es caracteritza per una actitud modernista bàsica, com en un primer treball com el quartet de corda Genesis, on s'utilitzen motius breus i senzills com a pedres angulars en la progressió musical. A partir de 1984, Asheim es va preocupar d'abstraure el material i, per exemple, d'oposar diferents velocitats i direccions entre si d'una manera més complexa. Exemples d'això es poden trobar a la trilogia Som ringer i vann, Vannspeil i Speil.
En les obres de l'any 2000 i posteriors, es pot notar un canvi en el mètode compositiu d'Asheim, d'un pensament de desenvolupament lineal a composicions formades per diferents "habitacions", de les quals entra i surt. El material bàsic es dona a l'inici de la peça, i la resta del curs consisteix a dilucidar-ho des de diferents vessants. Això es pot escoltar al CD Broken Line, gravat pel quartet Vertavo, on estan representades les obres Broken Line, Chase, Navigo i Nicht.
Asheim també ha mostrat un gran interès pel teatre musical, inclòs a Grader av hvitt (2007) per a recitador i orquestra, amb text de Johan Harstad. Un altre aspecte del seu camp d'interès és el repertori clàssic on, entre altres coses, va crear el projecte de CD Mazurka - remaking Chopin (2010) juntament amb la ""Gypsy Orchestra"" de Gjertrud.
Asheim dirigeix un ampli negoci com a improvisador a l'orgue. Una col·laboració amb la cantant Anne-Lise Berntsen va donar com a resultat dos CD Engleskyts i Kom Regn. 16 peces per a orgue és un disc d'improvisació en solitari de l'orgue de la catedral d'Oslo, un instrument per al qual Asheim també va escriure i interpretar una obra de dedicatòria durant tota la nit, Psalms Book (1998) per a cor i dos orgues.
Asheim també ha col·laborat amb músics de l'àmbit del jazz i l'electrònica, com Paal Nilssen-Love, Frode Gjerstad i Lasse Marhaug i té diversos enregistraments en CD i aparicions en festivals en aquest format. És cofundador i membre del col·lectiu de músics "Stavanger Kitchen Orchestra".
Durant els anys 1989-1991, Asheim va ser president de l'Associació de Compositors de Noruega i ha obtingut tres vegades la beca de treball de l'Estat de 3 anys. Ha estat durant diversos anys el cap de "Ny Musikk Stavanger" i és conegut com el primer impulsor del nou centre cultural "Tou Scene", que va començar l'any 2001 a les instal·lacions de la cerveseria i que és un lloc de trobada per a la comunitat artística jove de Stavanger. Per això, Asheim ha rebut tant el premi cultural del municipi de Stavanger com el premi cultural de Stavanger Aftenblad.
Des de 2012, Asheim treballa com a organista a la nova sala de concerts de Stavanger. El 2018, Asheim va ser nomenat cavaller de la 1a classe de l'Orde de Sant Olav pels seus esforços per la música noruega.
El 2018 va guanyar el premi de música del Consell Nòrdic per l'obra "Muohta" per a cor i orquestra de corda, i el 2024 l'obra de l'any de l'Associació de Compositors de Noruega per al 2023 per "Organotopia".

## Premis i nominacions
- Obra de l'any 1985 a la categoria de treball de cambra per a Vindu
- Treball de l'any 1986 a la classe de treball de cambra per a Vannspeil
- Premi Edvard 2002 a la classe contemporània per Chase[19]
- Premi cultural del municipi de Stavanger 2003[20]
- Premi cultural de Stavanger Aftenblad 2003[14]
- Nominada a la Spellemannprisen 2003 en classe oberta juntament amb Anne-Lise Berntsen per Kom regn[21]
- Spellemannprisen 2005 a la classe de música contemporània el 19 de març de 2004, per Catedral d'Oslo[22]
- Premi de compositor Arne Nordheim 2007[23]
- El Premi Spellemann 2010 en la categoria de compositor contemporani de l'any per Mazurka – Remaking Chopin[24]
- El premi Lindeman 2011[25]
- Nominat a la Spellemannprisen 2015 en la categoria contemporània per Crepuscular Hour (amb Maja S.K. Ratkje i altres)[26]
- Cavaller de 1a classe de l'Orde de Sant Olav 2018[16]
- Premi de Música del Consell Nòrdic 2018 per a Muohta[17]
- Premi de la Crítica Musical 2018/2019 per Messiaen Complete[27]
- Premi de l'editor musical 2021 en la categoria Creador de l'any - música clàssica/contemporània[28]
- Treball de l'any 2023 per a Organotopia[18]